# Uscanopsis
Uscanopsis is een geslacht van vliesvleugeligen uit de familie Trichogrammatidae. De wetenschappelijke naam van dit geslacht is voor het eerst geldig gepubliceerd in 1916 door Girault.

## Soorten
Het geslacht Uscanopsis is monotypisch en omvat slechts de volgende soort:
- Uscanopsis carlylei Girault, 1916